# Mynes
Genre
Mynes est un genre de lépidoptères de la famille des Nymphalidae.
Il est originaire de l'écozone australasienne.

## Liste des espèces
D'après Funet:
- Mynes geoffroyi (Guérin-Méneville, 1830)
- Mynes plateni Staudinger, 1887
- Mynes doubledayi Wallace, 1869
- Mynes talboti Juriaane & Volbreda, 1922
- Mynes eucosmetos Godman & Salvin, 1879
- Mynes katharina Ribbe, 1898
- Mynes anemone Vane-Wright, 1976
- Mynes websteri Grose-Smith, 1894
- Mynes halli Joicey & Talbot, 1922
- Mynes marpesina Röber, 1936
- Mynes woodfordi Godman & Salvin, 1888